# 小川一夫
小川 一夫（おがわ かずお、1954年4月16日 - ）は、福岡県出身の元プロ野球選手（捕手）、監督・コーチ。現在は福岡ソフトバンクホークスGM補佐兼企画調査部アドバイザー。

## 来歴・人物
戸畑商業高校では甲子園に2回出場。2年生の時、左翼手として1971年春の選抜に出場。福井商を降し2回戦に進むが福島商に惜敗。翌1972年春の選抜にも捕手、三塁手を兼ね連続出場。1回戦で日大三高の待井昇、小曽根修治（電電関東）の継投に完封を喫する。同年夏の甲子園県予選はエースとして決勝に進むが、東筑高に惜敗。
1972年のドラフト会議で南海ホークスから5位指名を受け捕手として入団。一軍試合出場はルーキーの年に偵察メンバーとして1試合出場したのみ。
1978年に引退。引退後は二軍マネージャー。
1981年から2年間は二軍バッテリーコーチを兼任。
1983年には二軍監督だった穴吹義雄の一軍監督就任に伴い一軍へ異動、監督室室長・投手コーチ補佐・ブルペンコーチの3職兼任となり、穴吹辞任まで3年間務めた後、査定部門へ異動。
1988年オフ、球団のダイエーへの売却と同時に、それまで長年九州地区担当を務め小川自身も世話になった石川正二スカウトが引退する際に後任の九州地区スカウトに就任、以後ホークスのスカウト部長として杉内俊哉・和田毅・新垣渚・馬原孝浩・川崎宗則・本多雄一ら、2000年代ホークスの投打の中心となった選手を見出している。特に2010年育成ドラフトでは当時、無名だった千賀滉大を発掘。
2011年からホークスの二軍監督へと就任することが決まり、初の指導者経験となる。
2012年、2013年と二年連続でウエスタン・リーグ優勝、2013年はファーム日本選手権優勝に導いた。2013年11月1日からは編成・育成部長に就任する。
2018年より二軍監督に復帰 。
2020年11月11日に今季限りで退団することが発表された。12月25日、福岡ソフトバンクホークスのGM補佐兼企画調査部アドバイザーに就任することが発表された。

## 詳細情報

### 年度別打撃成績
| 年 度     | 球 団     | 試 合 | 打 席 | 打 数 | 得 点 | 安 打 | 二 塁 打 | 三 塁 打 | 本 塁 打 | 塁 打 | 打 点 | 盗 塁 | 盗 塁 死 | 犠 打 | 犠 飛 | 四 球 | 敬 遠 | 死 球 | 三 振 | 併 殺 打 | 打 率 | 出 塁 率 | 長 打 率 | O P S |
| --------- | --------- | ----- | ----- | ----- | ----- | ----- | -------- | -------- | -------- | ----- | ----- | ----- | -------- | ----- | ----- | ----- | ----- | ----- | ----- | -------- | ----- | -------- | -------- | ----- |
| 1973      | 南海      | 1     | 0     | 0     | 0     | 0     | 0        | 0        | 0        | 0     | 0     | 0     | 0        | 0     | 0     | 0     | 0     | 0     | 0     | 0        | ----  | ----     | ----     | ----  |
| 通算：1年 | 通算：1年 | 1     | 0     | 0     | 0     | 0     | 0        | 0        | 0        | 0     | 0     | 0     | 0        | 0     | 0     | 0     | 0     | 0     | 0     | 0        | ----  | ----     | ----     | ----  |

### 記録
- 初出場：1973年5月27日、対近鉄バファローズ7回戦（西京極野球場） 6番・三塁手で先発出場（偵察要員）

### 背番号
- 35 （1973年 - 1978年）
- 83 （1983年 - 1985年）
- 78 （2011年 - 2013年）
- 71 （2018年 - 2020年）